# Alvin Dark
Alvin Ralph Dark (ur. 7 stycznia 1922 w Comanche, zm. 13 listopada 2014) – amerykański baseballista, który występował na pozycji łącznika, menadżer klubów MLB.

## Kariera zawodnicza
Dark studiował na Louisiana State University, gdzie w latach 1940–1942 grał w baseballowej, koszykarskiej i futbolowej drużynie uniwersyteckiej LSU Tigers. W 1943 został wysłany na szkolenie wojskowe na University of Louisiana w Lafayette, gdzie do 1944 był członkiem drużyny futbolowej, koszykarskiej, baseballowej i golfowej. W 1945 został wybrany w drafcie NFL przez Philadelphia Eagles, jednak zdecydował, iż będzie uprawiał baseball i w lipcu 1946 podpisał kontrakt z Boston Braves. W MLB zadebiutował 14 lipca 1946 w drugim meczu doubleheader przeciwko Pittsburgh Pirates. W sezonie 1947 grał w zespole farmerskim Braves Milwaukee Brewers.
W 1948, w swoim pierwszym pełnym sezonie, uzyskał średnią uderzeń 0,322 (4. wynik w lidze), zaliczył 39 double’ów, został wybrany najlepszym debiutantem w MLB, a w głosowaniu do nagrody MVP National League zajął 3. miejsce. Boston Braves zdobyli mistrzostwo ligi po raz pierwszy od 1914, jednak przegrali w World Series z Cleveland Indians. W grudniu 1949 w ramach wymiany zawodników przeszedł do New York Giants. W 1951 po raz pierwszy zagrał w All-Star Game, zaliczył najwięcej double’ów w National League i wystąpił w World Series, w których Giants przegrali z New York Yankees. W czerwcu 1956 został zawodnikiem St. Louis Cardinals.
W maju 1958 przeszedł do Chicago Cubs. 30 czerwca 1959 brał udział w jednej z nietypowych zagrywek w historii baseballu. W meczu St. Louis Cardinals – Chicago Cubs, w pierwszej połowie czwartej zmiany przy próbie odbicia Stana Musiala, miotacz Cubs Bob Anderson narzucił trzy balle i jeden strike. Następnie wykonał wild pitch, a piłka uderzając w łapacza Cubs Sammy’ego Taylora i sędziego Vica Delmora, powędrowała pod backstop (bariera za łapaczem, oddzielająca trybunę od boiska). Sędzia uznał to za czwarty ball i Musial otrzymał bazę za darmo. Piłka jednak ciągle była w grze (ang. fair ball), więc Musial podjął próbę zdobycia drugiej bazy; piłkę chwycił chłopiec do podawania kijów i podał ją sprawozdawcy meczowemu Patowi Piperowi. Al Dark, grający wówczas na trzeciej bazie, pobiegł do backstopu, odzyskał piłkę i skierował ją w stronę drugiej bazy do łącznika Cubs Erniego Banksa. W tym samym czasie sędzia Delmore wprowadził do gry nową piłkę, podał Andersonowi, który rzucił ją zbyt wysoko do drugobazowego Tony’ego Taylora. W efekcie Banks, który był w posiadaniu właściwej piłki, dotknął Musiala rękawicą, gdy próbował zaliczył trzecią bazę. Po naradzie sędziowie uznali to za aut, pomimo protestów menadżera Cardinals Solly'ego Hemusa, który twierdził, że grę utrudnił chłopiec do podawania piłek i Musial powinien był zostać na boisku. Ostatecznie Cardinals wygrali mecz 4–1.
W styczniu 1960 podpisał kontrakt z Philadelphia Phillies. 14 kwietnia 1960 w pierwszym meczu przed własną publicznością przeciwko Milwaukee Braves zaliczył 2000. uderzenie w MLB. W tym samym roku grał jeszcze w Milwaukee Braves. Po raz ostatni wystąpił 2 października 1960.

## Kariera menedżerska
W 1961 został menadżerem San Francisco Giants, który prowadził przez cztery sezony, zdobywając w 1962 mistrzostwo National League. W sezonie 1965 był trenerem trzeciej bazy w Chicago Cubs. Pod koniec 1965 objął funkcję menadżera w Kansas City Athletics i pełnił ją przez dwa lata. Po zakończeniu sezonu 1967 został menadżerem i menadżerem generalnym Cleveland Indians; 30 lipca 1971 został zwolniony z pełnionych funkcji.
W 1974 podpisał roczny kontrakt wart 50 tysięcy dolarów obejmując Oakland Athletics, z którym wygrał tytuł World Series, po pokonaniu Los Angeles Dodgers w pięciu meczach. Rok później przegrał American League Championship Series z Boston Red Sox. W sezonie 1977 poprowadził San Diego Padres w 113 meczach.
| Sezon               | Klub                          | Liga               | Mecze | Zwycięstwa | Porażki | Proc. zw. i por. |
| ------------------- | ----------------------------- | ------------------ | ----- | ---------- | ------- | ---------------- |
| 1961–1964           | San Francisco Giants          | NL                 | 644   | 366        | 277     | 0,569            |
| 1966–1967/1974–1975 | Kansas City/Oakland Athletics | AL                 | 605   | 314        | 291     | 0,519            |
| 1968–1971           | Cleveland Indians             | AL                 | 588   | 266        | 321     | 0,453            |
| 1977                | San Diego Padres              | AL                 | 113   | 48         | 65      | 0,425            |
| Łącznie w karierze  | Łącznie w karierze            | Łącznie w karierze | 1950  | 994        | 954     | 0,510            |

| Nagroda/wyróżnienie                    | Lata             | Źródło |
| 12× All-Star                           | 1951, 1952, 1954 | [ 3 ]  |
| Zwycięzca w World Series jako zawodnik | 1954             | [ 2 ]  |
| Zwycięzca w World Series jako menadżer | 1974             | [ 2 ]  |
| MLB Rookie of the Year                 | 1948             | [ 3 ]  |